# Енкенбах-Алсенборн
Енкенбах-Алсенборн (њем. Enkenbach-Alsenborn) општина је у њемачкој савезној држави Рајна-Палатинат. Једно је од 50 општинских средишта округа Кајзерслаутерн. Према процјени из 2010. у општини је живјело 7.027 становника. Посједује регионалну шифру (AGS) 7335004.

## Географски и демографски подаци
Енкенбах-Алсенборн се налази у савезној држави Рајна-Палатинат у округу Кајзерслаутерн. Општина се налази на надморској висини од 289 метара. Површина општине износи 30,0 km². У самом мјесту је, према процјени из 2010. године, живјело 7.027 становника. Просјечна густина становништва износи 234 становника/km².

## Међународна сарадња
| Мјесто          | Држава               | Врста сарадње | Од    |
| --------------- | -------------------- | ------------- | ----- |
| Славонски Шамац | Хрватска             | контакт       | 1993. |
| Скегнес         | Уједињено Краљевство | контакт       | 1964. |
|                 | Француска            | партнерство   | 1977. |
| Нагоја          | Јапан                | пријатељство  | 1968. |
| Извор           |                      |               |       |